# Toontje Van Lankvelt
Toontje Van Lankvelt (ur. 1 lipca 1984 w Rivers) – kanadyjski siatkarz pochodzenia holenderskiego, grający na pozycji przyjmującego, 161-krotny reprezentant Kanady.

## Sukcesy klubowe
Puchar Rumunii:
- 2009

Mistrzostwo Austrii:
- 2010

Mistrzostwo Belgii:
- 2011[3]

## Sukcesy reprezentacyjne
Mistrzostwa Ameryki Północnej, Środkowej i Karaibów:
- 2015
- 2011, 2013[4]

Igrzyska Panamerykańskie:
- 2015